# 홍현호 (축구 선수)
홍현호(2002년 6월 11일 ~ )는 대한민국의 축구 선수로, 포지션은 윙어이다. 현재 K리그2 FC 안양 소속이다.